# Kwas mekonowy
Kwas mekonowy – organiczny związek chemiczny z grupy kwasów dikarboksylowych.